# Jinli
Jinli (kinesiska: 金利) är en köping i sydöstra Kina. Den ligger i stadsdistriktet Gaoyao i staden Zhaoqing i provinsen Guangdong, omkring 50 kilometer väster om provinshuvudstaden Guangzhou. Antalet invånare är 93 792. Befolkningen består av 42 621 kvinnor och 51 171 män. Barn under 15 år utgör 16,0 %, vuxna 15-64 år 77 %, och äldre över 65 år 6,0 %.